# 中國通貨膨脹 (1938年—1950年)
1938年至1950年中华民国发生的通货膨胀现象，也被称作中国通货膨胀、旧中国通货膨胀，起因是国民政府推行1935年法币改革后强制市场使用纸币，但法币受到日本蓄意破坏、1937年抗日战争爆发后政府国内经济恶化等影响旋即开始贬值，虽然法币贬值在抗战胜利后得到了缓解，但随着第二次国共内战爆发通货膨胀再度恶化，直到1949年中华人民共和国建立之后其推出政策整頓後才有所平息。

## 背景
1933年，國民政府頒布《銀本位幣鑄造條例》，推行廢兩改元（以單元貨幣銀元替代稱量貨幣白銀），銀兩逐漸退出歷史舞臺:58。到1934年美國總統羅斯福簽署國會通過的購銀法案（Silver Purchase Act of 1934），規定美國財政部在國內外收購白銀充入國庫，令聯邦持有的白銀價值達所藏黃金價值的三分之一。法案一通過便導致倫敦巿場上的銀價立即暴漲，延續至一九三五年秋天的銀價更是一九三三年的三倍。因為銀價在國際巿場高，白銀外流或是收藏，結果導致了發行銀行的準備減少，通貨收縮；因為價格缺乏競爭力，中國的出囗劇減，包括農業在內整個經濟情勢陷於停滯。1934年耶魯大學教授羅傑士前往中國考察購銀法案造成的傷害，他在給美國財政部長摩根韜的報告中，坦率批評美國的貨幣政策「幾乎不考慮國際責任」。美國提出白銀法案，致使國際市場上白銀價格迅速上漲，中國銀元和資金大量外流，物價暴跌，國民經濟面臨崩潰，1935年國民政府趕緊實施貨幣改革，強行推出法定紙鈔：「法幣」:58。

## 抗日戰爭
| 年份 | 國民政府 | 國民政府 | 中共根據地 | 日本佔領區 |
| 年份 | 重慶     | 成都     | 富平       | 天津       |
| ---- | -------- | -------- | ---------- | ---------- |
| 1938 | 126      | 128      | 100        | 143        |
| 1939 | 220      | 225      | 272        | 232        |
| 1940 | 569      | 665      | 1,092      | 506        |
| 1941 | 1,576    | 1,769    | 899        | 1,099      |
| 1942 | 4,408    | 4,559    | 1,469      | 3,453      |
| 1943 | 13,298   | 14,720   | 9,774      | 14,362     |
| 1944 | 43,050   | 56,965   | 34,483     | 284,302    |
| 1945 | 156,195  | 170,379  | 54,601     | 9,740,248  |

抗日戰爭時期的通貨膨脹

貨幣改革後，中國經濟開始出現通貨膨脹現象，但當時尚不嚴重。1937年7月，中日開戰。通貨膨脹勢頭漸起。根據楊格《中國的戰時財政與通貨膨脹，1937年－1945年》的數字，1938年中國的零售價格上漲率為49%；1939年為83%；1940年為124%；1941年為173%；1942年為235%；1943年為245%；1944年為231%；1945年1-8月為251%。據張嘉璈著作，單月通貨膨脹的高點是1945年6月，達到302%。
1938年7月13日，日本舉行五相會議決定：「為了使中華民國喪失抗戰能力，並推翻中國中央政府，應設法造成法幣的崩潰，取得中國在國外的外匯，由此在財政上使中國中央政府自行消滅。」日本在中國扶植政權，共設立「滿洲中央銀行」、「冀東銀行」、「察南銀行」、「蒙疆銀行」、「中國聯合準備銀行」、「華興商業銀行」、「中央聯合儲備銀行」等銀行，大量發行不足值的貨幣以套取國民政府法幣，再以法幣換取中國外匯輸給日本本國。並成立「登戶研究所」偽造法幣，共印製法幣40多億元（相當於中國抗日兩年軍費），造成中國戰後嚴重通膨與經濟外匯損失。
開戰以后，政府支出暴增。而由于過去主要的財源東南沿海地區淪陷，收入卻相反的呈現大量銳減的狀況。國民政府因此向中央銀行、中國銀行、中國農民銀行和交通銀行借款。四家銀行因此大印鈔票，以滿足政府的需要，通貨膨脹因此而起。1937年7月，四家政府銀行發行紙幣總額為145,500萬元，平均價格指數為1.04，按戰前紙幣折合的發行值為139,000萬元。到1945年12月，四家政府銀行發行紙幣總額為103,193,200萬元，平均價格指數為2491，折合戰前發行紙幣僅41,500萬元。
在1938年和1939年，糧食豐收，農產品與民生物資價格尚能保持平穩。但1940年起，糧食欠收，投機商因此大量囤積。加上日本的封鎖政策，食品價格因此暴漲。價格的暴漲促使勞工要求提高工資，引發消費者開支上漲，最后出現了螺旋式通貨膨脹。物價的上漲中，受影響最大的是公務員階層與教育人員，這也是國民政府民心漸失的原因。根據汪蔭元《四川戰時物價與各級人民之購買力》的記載，若以1937年的購買力指數為100的話，教授階層的購買力指數到1945年僅剩12。1945年法幣發行額5,569億，1美元兌法幣20元；至1947年8月，法幣發行額640萬億，1美元兌法幣50,000元:70。

## 國共內戰
八年抗戰消耗給中國帶來惡性通貨膨脹，在勝利初期，似乎一時平穩下來，但不久之後再燃:394。
1947年1月1日，國民政府公布《特種過分利得稅法》，稅率由10%至30%，同時廢止《非常時期過分利得稅法》:8253。1月31日，立法院通過（民國）三十六年度總預算；主計處處長徐堪在立法院說：「本年度預算最主要為軍費，如整軍不成，現列之數恐難維持。」:82752月，物價委員會統計，本年2月份生活指數（以民國二十六年上半年之物價為基數）平均指數為1.155萬倍:8298。3月16日，經濟部成立中央標準局，原全國度量衡局撤銷:8313。4月7日，政府核准施行行政院所呈《國營生產事業配售民營辦法》:8330。5月27日，海關總稅務司發表本年第一季度進出口數字：進口貨物總值為7975.64231億元，出口貨物總值為2753.42915億元，共計入超5222.21316億元:8362。

### 黃金風潮
2月10日，中央銀行停止對金號配售黃金，僅配與銀樓180條；各地金鈔價格狂漲，市場混亂:8283。2月11日，各地物價繼續上漲；各地金價均高出上海，各地紛紛向上海搶購黃金:8284。2月12日，中國國民黨中央常務委員會開會，蔣介石主持討論金市狂潮及物價飛漲之經濟混亂狀況，決議設立經濟政策委員會研究具體對策:8285。2月15日，中央銀行公告停止拋售黃金，自1946年3月8日至1947年2月15日，該行共拋售黃金350萬兩，耗費外滙3.54億美元；截至抗戰勝利為止，該行原儲備黃金600萬兩，美元8至9億元:8287。中央合作金庫信托部開幕，理事長陳果夫，常務理事谷正綱、俞鴻鈞、霍寳樹、劉攻芸、趙棣華、壽勉成，總經理壽勉成:8288。2月16日，監察院4名委員抵達上海調查黃金風潮案:8289。
2月17日，財政部分電各海關，切實嚴防黃金走私出口；中央銀行業務局出納科收兌黃金價格為每10兩480萬元，其業務局外滙科收兌美鈔價格為一元兌1.164萬元；南京、漢口、杭州、昆明、蚌埠等各地金號、銀樓及兌莊均告停業:8290。
2月19日，財政次長徐柏園召見海關總稅務司李度、副總稅務司丁貴堂等，研討防止走私問題，決定加強稽查，如發現走私黃金、美鈔，即予没收:8292。2月24日，蔣手令在上海總濟監察團，限月底前查明金潮真相報核:8295。
3月4日，監察院派往上海調查「金潮案」之監委何漢文等4人，發表調查報告書，指出宋子文、貝祖貽、中央銀行業務局局長林鳳苞、副局長楊安仁應對黃金政策決定及業務之實施，負有重大責任，且與承辦中央銀行配售黃金之金號、銀樓兩業公會理事長詹蓮生互相勾結圖利，致造成金價波動，「演成今日經濟危機，使投機者獲利，而國家人民皆蒙其害」:8303。3月13日，蔣召見中央銀行總裁張嘉璈，商嚴懲涉嫌操縱黃金圖利商人及中央銀行人員；監察院以黃金案違法瀆職為由，正式對中央銀行原副總裁貝祖貽出彈劾:8311。3月23日，中國國民黨六屆三中全會舉行第九次大會，中央執行委員黃宇人等100人，提出臨時動議，請懲治「金潮案」負責人宋子文、貝祖貽；大會討論通過《懲治金潮案負責大員，並徹查官辦商行帳目，沒收貪官污吏財產案》:8318-8319。
4月28日，國民政府公布《黃金外幣買賣處罰條例》，凡八條:8343。5月7日，上海發生大規模搶米風潮:491。5月15日，自政府禁止金、鈔交易以來，游資大量湧入證券市場，股票波動日烈，天津市永明證券行以虧空3億餘元而告倒閉:8355。11月29日，立法院經濟、立法、法制三委員會重行審查通過並公布《黃金外幣買賣處罰條例》:8462。
8月17日，財政部公布外滙管理及進出口貿易新辦法（8月15日國務會議通過），官價（美金每元合法幣1.2萬元）仍舊，市價逐日掛牌；日用必需品均由市價結滙；對外貿易採輸入許可制，設置輸出入管理委員會及外滙平衡基金委員會:8398。同日，外滙平衡基金委員會正式成立，主任委員陳光甫，委員徐柏園、沈熙瑞；該會指定中國銀行、交通銀行、英商滙豐銀行、美商花旗銀行為准予憑證按市價結滙結售外滙之銀行:8398。8月22日，前國民政府財政顧問楊格應中央銀行邀請，由美國抵達上海，出任該行外滙平衡基金委員會顧問:8400。
8月19日，輸出入管理委員會在中央銀行成立，主任委員張嘉璈，副主任委員李銘、李干，委員：俞鴻鈞、陳啟天、翁文灝、繆嘉銘、徐柏園、沈熙瑞、徐寄廎:8399。

### 平抑物價
| 日期   | 日期 | 法幣與美元匯率 | 上海批發物價指數 |
| ------ | ---- | -------------- | ---------------- |
| 1946年 | 6月  | 2,665          | 378,217          |
| 1946年 | 12月 | 6,063          | 681,563          |
| 1947年 | 3月  | 14,000         | 1,386,593        |
| 1947年 | 6月  | 36,826         | 2,905,700        |
| 1947年 | 9月  | 50,365         | 4,635,700        |
| 1947年 | 12月 | 149,615        | 10,063,000       |
| 1948年 | 3月  | 449,620        | 32,576,900       |
| 1948年 | 6月  | 2,311,250      | 197,690,000      |
| 1948年 | 9月  | 8,683,000      | 558,900,000      |

戰後法幣幣值

2月15日，蔣與五院院長及財經主管首長研商《經濟緊急措施方案》；中國國民黨中央常務委員會經濟政策委員會商討全盤經濟方案:8287。2月16日，國防最高委員會舉行會議，蔣主持，右任、孫科、戴季陶、宋子文、張繼、鄒魯、吳鐵城、陳立夫、吳鼎昌、俞鴻鈞、王雲五、彭學沛、王寵惠、陳雷等30餘人出席:8288。會議通過施行蔣提議之《經濟緊急措施方案》：一、禁止黃金買賣，禁止外幣在國境內流通；二、調整外匯牌價，以法幣1.2萬元合美金一元；三、取消出口補助進口附加辦法；四、標售敵偽剩餘物資；五、國營事業酌售民營；六、指定地點限定物價，薪工以本年一月份生活指數為最高指標，亦不增加底薪；七、禁止閉廠、罷工或怠工；八、先於京、滬試辦民生日用品定價供應:8288。同時宣布《取締黃金投機買賣辦法》、《禁止外幣券流通辦法》、《加強金融業務管制辦法》及《修正中央銀行管理外滙暫行辦法》:8288。蔣發表談話，說明《經濟緊急措施方案》之必要，認為經濟情況「日見嚴重」，「政府對於經濟政策，必須全盤重加檢討」；蔣電召長江沿線各省主席、市長來南京，商討實施穩定物價辦法:8288。
2月17日，《經濟緊急措施方案》公布:8288。國民政府發布命令稱：凡中華民國之人民、公司或團體存有外滙在外國者，應向政府自行申報；此項外滙存款除有合法用途者外，應由政府定期按照法定滙率收買，其不申報或拒絕收買及收存於於本國銀行者，應嚴予處罰:8290。
2月19日，國防最高委員會例會通過《民生日用必需物品供應辦法實施細則》，決定3月15日以前完成實施手續，先在南京、上海試辦，然後通行全國。《細則》規定：一、供應物品為：米、麵粉、紗布、燃料、食鹽、食糖、食油；二、經濟部主管紗布、燃料、食油，糧食部主管米及麵粉，財政部主管食鹽，資源委員會主管食糖；三、對公教人員之物品供應，按定量定價配售；四、對於工廠職工之物品供應，按代購方式辦理；五、對於市場所需物品之供應，以扶助商營為主，政府於必要時出售物品，調劑市場:8291-8292。
2月20日，國防最高委員會常會通過平抑物價實施辦法；2月25日，行政院例會通過實施，適用地區為南京、上海、廣州、武漢、重慶、成都、昆明、西安、蘭州、太原、鄭州、濟南、青島、天津、北平等32個城市，並規定南京、上海為嚴格管制區域，工資不能增加，公教人員配售實物:8292。但最后宣告完全失敗。解凍工資后，物價更如脫韁野馬。
2月22日，蔣批覆經濟監察團組織章程修正案，並指示經監團今後工作對象不僅限於金鈔、糧食、紗布，凡違反經濟緊急措施方案之經濟活動，均須同樣注意取締:8294。2月27日，財政部發出公告稱：所有上海市業經核准復業之銀行、錢莊及增設之分支行、處迄至2月16日尚未開業者，其核准原案應即予以撤銷，不得再行開業:8297。
3月4日，行政院例會修改最高經濟委員會組織條例，決定易名為全國經濟委員會，蔣兼委員長，行政院副院長翁文灝兼副委員長:8303。3月5日，中國國民黨中宣部長彭學沛在南京舉行記者招待會，宣稱：經濟緊急措施係政府正式會議通過，國府主席暫兼行政院長，原因之一即為表示政府切實實施緊急措施之決心:8304。3月11日，全國經濟委員會在行政院舉行第一次會議，通過《評議工資實施辦法》，並決定公用事業不准加價，收支赤字由政府補貼:8309。3月23日，蔣主持召開緊急徵實徵借會議，江蘇、浙江、廣西、廣東、湖南、湖北、江西等省政府主席及中央有關各部、會首長出席，研究加緊徵收辦法:8319。3月26日，全國糧政檢討會在南京召開，決定軍糧供應政策:8321。5月7日，國民政府公布《全國經濟委員會組織條例》:8350。
4月10日，翁文灝主持行政院全國經濟委員會召開臨時緊急會議，商訂抑止南京、上海地區物價上漲辦法，俞鴻鈞、王雲五、張嘉璈、吳國楨等出席；決定採取在上海量拋售洋米，南京、上海區工人平價配售食米，棉紗收購價格酌量提高，上海市用煤盡量設法供應等措施:8331。4月11日，輸入臨時管理委員會公布「不需外滙准予輸入」之外滙來源審核原則，美鈔黑市復呈活躍，繼續上漲，港幣、黃金亦同；至4月13日，各銀樓均已停止售出，僅限購進，物價亦因之刺激上漲:8332。4月12日，行政院公佈施行未經配售實物之重要地點評議工資實施辦法，並指定30個城市分別成立工資評議會，參酌當時當地主要日用必需品（米、煤、油、鹽、棉布、糖）物價，作增減工資之評議:8332-8333。4月13日，蔣召集上海市長及地方人士，詢問物價情形:8333。4月29日至4月30日，張群在南京主持全國物價會議，商討平抑物價辦法，王雲五、俞鴻鈞、翁文灝、龐松舟、張嘉璈、吳國楨等均出席:8344。
5月1日，蔣接見行政院長張群、財政部長俞鴻鈞與中央銀行總裁張嘉璈等，聽取財政應急措施:8345。5月6日，蔣手令京、滬市政府，嚴予取締囤積居奇擾亂糧價之奸商，並頒布四項調節糧食辦法:8349。
5月10日，全國經濟委員會會議決定：京滬區生活指數自5月份起解凍:8352。5月28日，全國經濟委員會舉行第一次會議，決定撤銷輸入管理委員會，修正進出口管制辦法，出口稅視乎情況分別減免:8362-8363。6月9日，全國經濟委員會就國營事業出賣問題決定兩項原則：一、能立即出賣者即行出賣，出賣時將資產分別為最小單位一一出賣，俾稍有資產者均能有力購進；二、不能立即出售者，擬分以股票式出售:8369。9月4日，全國經濟委員會例會通過《中國人民存放國外外滙資產申報登記條例草案》，規定凡在國外銀行存有款項者，必須履行下列手續：一、以關於其外幣資金一數額之一切情報陳報政府；二、承認此等資金得由政府按外滙公開市價收買；凡不依條例規定申請登記其外滙資產或作虛偽之申報者，得處以五年以下之徒刑，並沒收其外滙資產:8406。
11月下旬，國家行、局緊縮放款及限制滙款發表後，重要物價回低:8463。12月1日，上海各金融及商品市場對《經濟戡亂緊急措施》有所反應：棉紗價格下跌15%，糧食、原料、日用品等價格均有下降:8464。

### 經濟改革
7月21日，行政院會議通過經濟改革方案，方案提出：一、金融改革，設立縣銀行，樹立地方經濟自治基礎；二、增加生產，穩定物價；三、整理財政、穩定幣值；同時應注意合理解決軍、公、教人員待遇，國營、民營事業地位同等，發動擴大之經濟建設活動:8387。7月27日，行政院召開全國糧政會議，各省主席、參議會議長、田糧長等出席；蔣到會聲稱，現剿共時期，應足兵足食，軍糧至為重要，希望大家努力，完成剿匪戡亂及實施憲政工作:8389。7月31日，全國糧政會議閉幕，決定三十六年度徵借總額為3,500萬擔，內四川最多，為450萬擔；通過《三十六年度田賦徵實暨徵借糧食實施辦法》:8392。
8月24日，財政部創設新稅種，名為「行商一時所得稅」，首由獲利較多、交易普遍之營業着手徵收:8401。8月28日，全國經濟委員會決定徵收「建國特捐」方案，課徵對象為中華民國公民個人，徵課之客體為：一、土地房屋；二、現存款、外滙、公債、股票；三、黃金外幣；四、國人在外國之動產不動產；五、獨資式合伙營業之財產淨值；六、汽車輪船；七、機器貨物等；起徵點為50億元，先於全國各大都市施行:8402。
9月1日，國民政府廢止1931年3月30日公布之《銀行法》和1934年7月4日公布之《儲蓄銀行法》，同時公布新《銀行法》:8405。
1947年初，法幣發行總額為3萬5千億，至7月增至10萬億以上:159。蔣用於全年內戰之經費，佔總支出百分之八十；1947年開支經費100億元，而全年收入只有17億元，83億財政赤字，全靠印刷機來彌補:496。
3月26日，國防最高委員會通過發行美金債券4億美元案:8321。3月27日，中央銀行發行2,000元、500元法幣:8322。3月29日，國民政府公布《民國三十六年短期庫券條例》及《民國三十六年美金公債條例》；短期庫券發行價值3億美元之法幣，美金公債發行1億美元:8323。4月1日，中央銀行開始辦理發行美金庫券、公債事宜；4月3日，中央銀行擬定經募本年度美金債券之銀行48家、錢莊27家，在23座大中城市設募銷委員會，並聘錢新之、杜月笙等17人為上海募銷委員會委員:8325。上海兩個印刷廠職工約1,000人，每日印鈔230餘億元，還不夠用，又在美國、英國印，用飛機、輪船運來:496。4月10日，1萬元新鈔自4月8日上市應用後，上海市場漲風彌漫:8331。
5月31日，台灣省政府宣佈台幣與法幣之比率提高為1：51:8364。7月3日，舊台幣與法幣滙率，自是日起改為1：65:8379。
7月2日，蔣介石召見中央銀行總裁張嘉璈，研討幣制改革方案:8378。7月3日，全國經濟委員會決定收回台灣、東北和新疆流通券，以確立法幣統一地位:8379。7月29日，蔣再次召見張嘉璈，研究維持幣信方案:8391。
8月30日，行政院決議，美金庫券按指定銀行掛牌市價照常出售；台灣銀行宣布自9月1日起台幣對法幣滙率奉令改為1：72:8403。
11月29日，吳國楨、張嘉璈、宣鐵吾連日籌商經濟對策，確立抑平物價原則，首先徹查金、鈔黑市，並決定兩項辦法：一、四聯總處緊縮貨款；二、由警備部、市府、央行三方會同徹查行莊票據，追究非法往來，本日起實行:8462。11月，蔣介石下令國家金融機構全部貨款，暫行停止，以遏制發行膨脹之危機:52。12月2日，行政院政務會議決議在上海、天津、漢口、廣州分設金融管理局，直屬財政部管轄:8465。
1948年2月，每擔米市價法幣300萬元，至6月每擔米市價法幣1,000萬元:70。6月，各地物價狂漲；6月9日，黑市美金每元漲至160萬元，黃金每兩漲達8,000萬元:8630。同時，電氣、自來水、電力、電話等公用事業也開始漲價，漲幅達27%至35%；6月15日，電車、汽車、輪渡等交通事業也開始漲價:8630。6月26日，監察院以價狂漲，催請行政院答覆6月16日提出之糾正案；江蘇無錫、鎮江飢民搶米:8626。6月27日，南京禁售銀幣:8627。6月30日，蔣介石接見翁文灝、王雲五，討論改革幣制及平定物價之根本辦法:8629。至7月，每擔米市價法幣3,000萬元:70。7月29日，蒋在莫干山召开会议研究发行金圆券事，谓王云五所拟金圆券方案，设计挽救财政，收集金银、外币，管制物价，都是必要措施:352。8月竟至法幣1千2百萬元兌美元1元，食米一斗2千萬元，香煙一盒20萬元:395。8月13日，各地物價連日猛漲，黃金每兩超出6億元，銀圓每元近800萬元:8658。

### 幣制改革
8月19日，蔣頒布「財政經濟緊急處分令」，發行金圓券，同時停止發行法幣；並在各地設置經濟管制督導員:56。蔣發表談話，呼籲同胞奉行法令，擁護新幣制，以福國利民:56。國府實施以每元金圓券兌換法幣制改革，並連續採取各項平抑物價措施:395。金圓券一元折合法幣300萬元:159。但通貨膨脹仍未戢止，民眾頗為生活所苦:395。各地掀起「反內戰」學生運動，其至有搶奪糧食等事件，造成社會不安:395。8月21日，蔣介石特派俞鴻鈞為上海區經濟管制督導員，蔣經國協助督導:8663。8月26日，上海區經濟管制協助督導蔣經國召集上海軍警及金融機關負責人會議，決定統一全市檢查機構，由蔣經國統一指揮、執行；對違反財經緊急措施者，予以嚴厲懲處:8666。10月31日，國府推行「限價政策」徹底失敗:8713。11月2日，蔣經國發表《告上海市民書》，承認在70天工作中，不僅沒有完成預定計劃和任務，反而給上海市民帶來痛苦；表示向政府自請處分，並向上海市民表示歉意:8716。11月底，金圓券發行額33億，至12月發行額83億:70。12月23日，行政院命令中央銀行即日停止申請存款兌現，以平息經濟改革所導致之金融市場混亂；上海3万市民擠兌黃金，造成慘劇，踩死9人，傷45人:8759。12月30日，立法院通過外匯管制條例:8763。幣制改革失敗。

### 黃金運台
1949年，蔣以“預支軍費草約”為理由，將國庫大部分資金450萬兩黃金（存於上海中國銀行）、3.84億美元外匯儲備轉至台灣，後來為台灣提供重要資金來源:55。1月，金圓券發行額208億:70。2月1日，財政部重新調整貨物稅額；同日，沿海及長江線輪運價重新調整，客貨運價一律增加60%；鐵道客貨運費漲價四倍:8801。2月5日，上海市白米每擔漲至金圓券一萬元，較上年8月19日限價時上漲470餘倍:8805。至4月，金圓券發行額51,612億，5月發行額800,000億:70。5月22日，上年發行之金圓券，除廣州、重慶兩市外，其他各省、市早已停止使用；是日，廣州市以港幣兑換金圓券已無人問津，50萬元面值之金圓券正式拒用，市場交易概收港元；何應欽急令財政部長劉攻芸設法扭轉:8923。5月23日，行政院召開非正式會議，討論財政、金融、糧食三大問題，決定税收除鹽税、關税、直接税外，其餘各税由地方政府徵收；軍糧仍依照上年之徵實徵借辦法辦理:8924。
6月3日，西南軍政長官張群批准轄區各省、市之金銀准許自由流通，不加限制，省與省之間金銀流通辦法另訂；金銀帶至轄區以外各省之數量，黃金限二兩，銀元限50枚，轄區外攜帶金銀入境者不予限制；上項規定，即通令執行:8933。6月9日，監察院內政地政委員會、財政糧政委員會、交通委員會聯席會議決議：各地拒用金圓券，效用已失，財部迄無對策，應予糾正:8937。9月1日，貴州實施「二五減租」:9001。

## 中华人民共和国建国初期
1949年10月1日，中華人民共和國成立，但是通貨膨脹并未因此停止。新的中央政府，面临经济困难、财政收入分散、财政赤字巨大的局面。1949年时，全国财政收入折算为303亿斤小米，赤字则达264亿斤小米。1949年底，全国十三大城市批发物价指数比1948年底上涨50余倍。1950年3月，中央政府作出统一全国财政经济工作的决定，成功建立了“统收统支”的财政管理体制，使中央政府得以管理绝大部分的财政收入。至1951年底，人民币亦成为全国性、唯一的合法货币。